# Сайт связывания

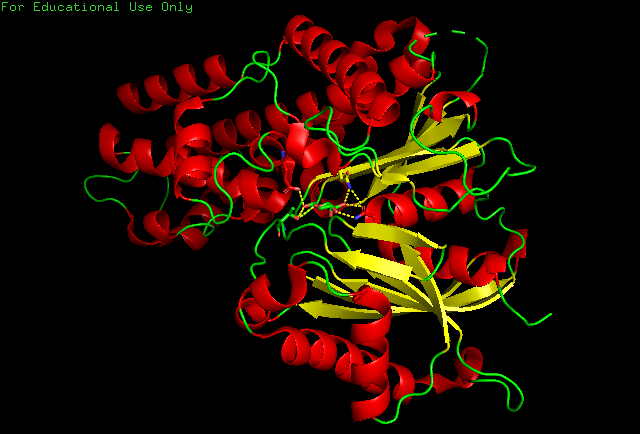
Глюкоза связывается с гексокиназой в активном центре в начале гликолиза.

В биохимии и молекулярной биологии сайт связывания (участок связывания) — это участок макромолекулы, такой как белок, который специфично связывается с другой молекулой. Партнер связывания макромолекулы часто называют лигандом. Лиганды могут включать другие белки (приводящие к взаимодействию белок-белок), ферментные субстраты, вторичные мессенджеры, гормоны или аллостерические модуляторы. Событие связывания часто, но не всегда, сопровождается конформационным изменением, которое изменяет функцию белка. Связывание с сайтами связывания белков чаще всего является обратимым (временным и нековалентным), но также может быть ковалентным обратимым или необратимым.

## Функция
Связывание лиганда с сайтом связывания на белке часто вызывает изменение конформации белка и приводит к изменению клеточной функции. Следовательно, сайты связывания на белке являются критическими частями путей передачи сигнала. Типы лигандов включают нейротрансмиттеры, токсины, нейропептиды и стероидные гормоны. Сайты связывания подвергаются функциональным изменениям в ряде контекстов, включая ферментативный катализ, передачу сигналов молекулярного пути, гомеостатическую регуляцию и физиологическую функцию. Электрический заряд, стерическая форма и геометрия сайта избирательно позволяют связывать высокоспецифичные лиганды, активируя определённый каскад клеточных взаимодействий, за которые отвечает белок.

### Катализ

Энергия активации снижается в присутствии фермента, катализирующего реакцию.

Ферменты вызывают катализ, более прочно связываются с переходными состояниями, чем субстраты и продукты. В сайте каталитического связывания на субстрат могут действовать несколько различных взаимодействий. Они варьируются от электрокатализа, кислотного и основного катализа до ковалентного катализа и катализа ионами металлов. Эти взаимодействия уменьшают энергию активации химической реакции, обеспечивая благоприятные взаимодействия для стабилизации высокоэнергетической молекулы. Связывание ферментов обеспечивает более близкое расположение и исключение веществ, не имеющих отношения к реакции. Это специфическое связывание также препятствует побочным реакциям.
Типы ферментов, которые могут выполнять эти действия, включают оксидоредуктазы, трансферазы, гидролазы, лиазы, изомеразы и лигазы.
Например, гексокиназа трансферазы катализирует фосфорилирование глюкозы с образованием глюкозо-6-фосфата. Остатки активного центра гексокиназы позволяют стабилизировать молекулу глюкозы в активном центре и стимулируют начало альтернативного пути благоприятных взаимодействий, снижая энергию активации.

### Ингибирование
Ингибирование белка связыванием ингибитора может вызвать нарушение регуляции пути, гомеостатической регуляции и физиологической функции.
Конкурентные ингибиторы конкурируют с субстратом за связывание со свободными ферментами в активных центрах и, таким образом, препятствуют образованию комплекса фермент-субстрат при связывании. Например, отравление оксидом углерода вызвано конкурентным связыванием оксида углерода, в отличие от кислорода в гемоглобине.
В качестве альтернативы неконкурентные ингибиторы связываются одновременно с субстратом в активных центрах. При связывании с комплексом ферментного субстрата (ES) образуется комплекс ингибитора ферментного субстрата (ESI). Подобно конкурентным ингибиторам, также снижается скорость образования продукта.
Наконец, смешанные ингибиторы способны связываться как со свободным ферментом, так и с комплексом фермент-субстрат. Однако, в отличие от конкурентных и неконкурентных ингибиторов, смешанные ингибиторы связываются с аллостерическим сайтом. Аллостерическое связывание вызывает конформационные изменения, которые могут увеличивать сродство белка к субстрату. Это явление называется положительной модуляцией. И наоборот, аллостерическое связывание, которое снижает сродство белка к субстрату, является отрицательной модуляцией.

## Типы

### Активный центр
В активном центре субстрат связывается с ферментом, вызывая химическую реакцию. Субстраты, переходные состояния и продукты могут связываться с активным сайтом, как и любые конкурентные ингибиторы. Например, в контексте функции белков связывание кальция с тропонином в мышечных клетках может вызывать конформационные изменения тропонина. Это позволяет тропомиозину открывать сайт связывания актин-миозин, с которым связывается миозиновая головка, чтобы образовать поперечный мостик и вызвать сокращение мышц.
В контексте крови примером конкурентного связывания является окись углерода, которая конкурирует с кислородом за активный центр гема. Высокое сродство окиси углерода может превосходить кислород в присутствии низкой концентрации кислорода. В этих обстоятельствах связывание монооксида углерода вызывает изменение конформации, которое препятствует связыванию гема с кислородом, что приводит к отравлению монооксидом углерода.

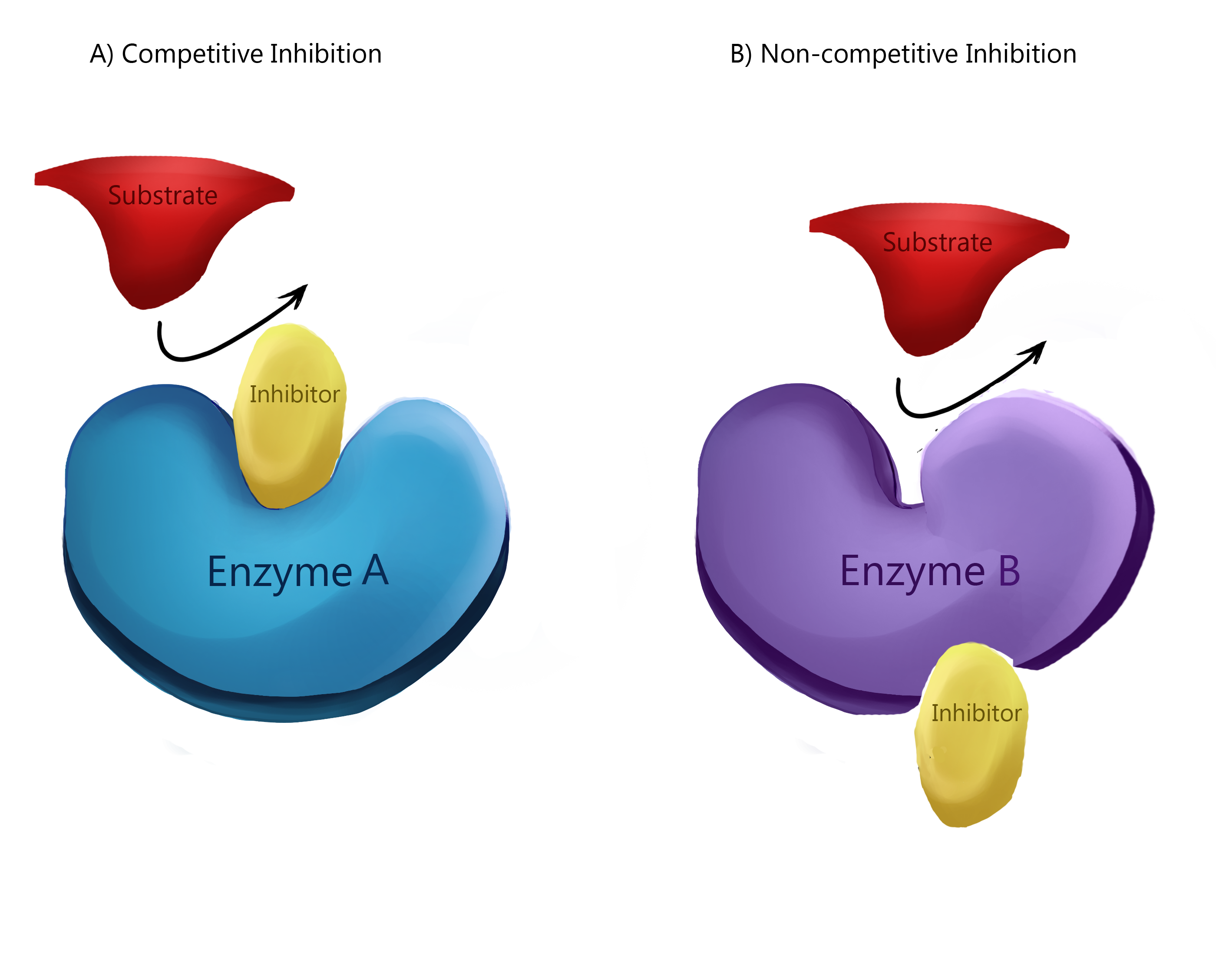
Конкурентное и неконкурентное связывание ферментов в активном и регуляторном (аллостерическом) сайте соответственно.

### Аллостерический сайт
В регуляторном сайте связывание лиганда может вызывать усиление или ингибирование функции белка. Связывание лиганда с аллостерическим сайтом мультимерного фермента часто вызывает положительную кооперативность, то есть связывание одного субстрата вызывает благоприятное изменение конформации и увеличивает вероятность связывания фермента со вторым субстратом. Лиганды регуляторного сайта могут включать гомотропные и гетеротропные лиганды, в которых один или несколько типов молекул влияют на активность фермента соответственно.
Регулируемые ферменты часто играют важную роль в метаболических путях. Например, фосфофруктокиназа (ФФК), которая фосфорилирует фруктозу при гликолизе, в значительной степени регулируется АТФ. Его регуляция в гликолизе является обязательной, потому что это этап метаболизма, ограничивающий скорость. ФФК также контролирует количество глюкозы, предназначенной для образования АТФ через катаболический путь. Следовательно, при достаточном уровне АТФ, ФФК аллостерически ингибируется АТФ. Это регулирование эффективно сохраняет запасы глюкозы, которые могут потребоваться для других путей. Цитрат, промежуточный продукт цикла лимонной кислоты, также работает как аллостерический регулятор ФФК.

### Одно- и многоцепочечные сайты связывания
Сайты связывания можно охарактеризовать также по их структурным особенностям. Одноцепочечные сайты («монодесмических» лигандов, μόνος: одиночные, δεσμός: связывание) образованы одной белковой цепью, в то время как многоцепочечные сайты («полидесмических» лигандов, πολοί: многие) часто встречаются в белковых комплексах и образуются лигандами, которые связывают более одной белковой цепи, как правило, на границах раздела белков или рядом с ними. Недавние исследования показывают, что структура сайта связывания имеет сильные последствия для биологии белковых комплексов (эволюция функции, аллостерия).

### Скрытые сайты связывания
Скрытые сайты связывания представляют собой сайты связывания, которые временно образуются в форме «апо» или индуцируются связыванием лиганда. Принятие во внимание скрытых сайтов связывания увеличивает размер протеома человека, потенциально «поддающегося лекарству», с ~40 % до ~78 % белков, связанных с заболеванием. Сайты связывания были исследованы с помощью: машины опорных векторов, примененной к набору данных «CryptoSite», расширения набора данных «CryptoSite», моделирования молекулярной динамики в долгосрочном масштабе с использованием модели состояния Маркова и с помощью биофизических экспериментов, и индекса скрытых сайтов, основанного на относительной доступной площади поверхности.

## Кривые привязки

Сигмоидальный и гиперболический паттерны связывания демонстрируют кооперативный и некооперативный характер ферментов.

Кривые связывания описывают процесс связывания лиганда с белком. Кривые могут быть охарактеризованы их формой, сигмоидальной или гиперболической, которая отражает, проявляет ли белок кооперативное или некооперативное поведение связывания соответственно. Обычно ось абсцисс описывает концентрацию лиганда, а ось ординат описывает фракционное насыщение лигандов, связанных со всеми доступными сайтами связывания. Уравнение Михаэлиса Ментен обычно используется при определении формы кривой. Уравнение Михаэлиса Ментен выводится на основе стационарных условий и учитывает ферментативные реакции, протекающие в растворе. Однако, когда реакция происходит, когда фермент связан с субстратом, кинетика развивается по-другому.
Моделирование с помощью кривых связывания полезно при оценке аффинности связывания кислорода с гемоглобином и миоглобином в крови. Гемоглобин, который имеет четыре группы гема, проявляет кооперативное связывание. Это означает, что связывание кислорода с гемовой группой на гемоглобине вызывает благоприятное изменение конформации, которое позволяет повысить благоприятность связывания кислорода для следующих гемовых групп. В этих обстоятельствах кривая связывания гемоглобина будет сигмоидальной из-за его повышенной способности связываться с кислородом. Поскольку миоглобин имеет только одну гемовую группу, он демонстрирует некооперативное связывание, которое является гиперболическим на кривой связывания.

## Практическое применение
Биохимические различия между разными организмами и людьми полезны для разработки лекарств. Например, пенициллин ингибирует бактериальные ферменты DD-транспептидазы, нарушая синтез бактериальной клеточной стенки и вызывая гибель клеток. Таким образом, изучение сайтов связывания актуально для многих областей исследований, включая механизмы рака, лекарственные формы и физиологическую регуляцию. Разработка ингибиторов для подавления функции белка является распространенной формой фармацевтической терапии.

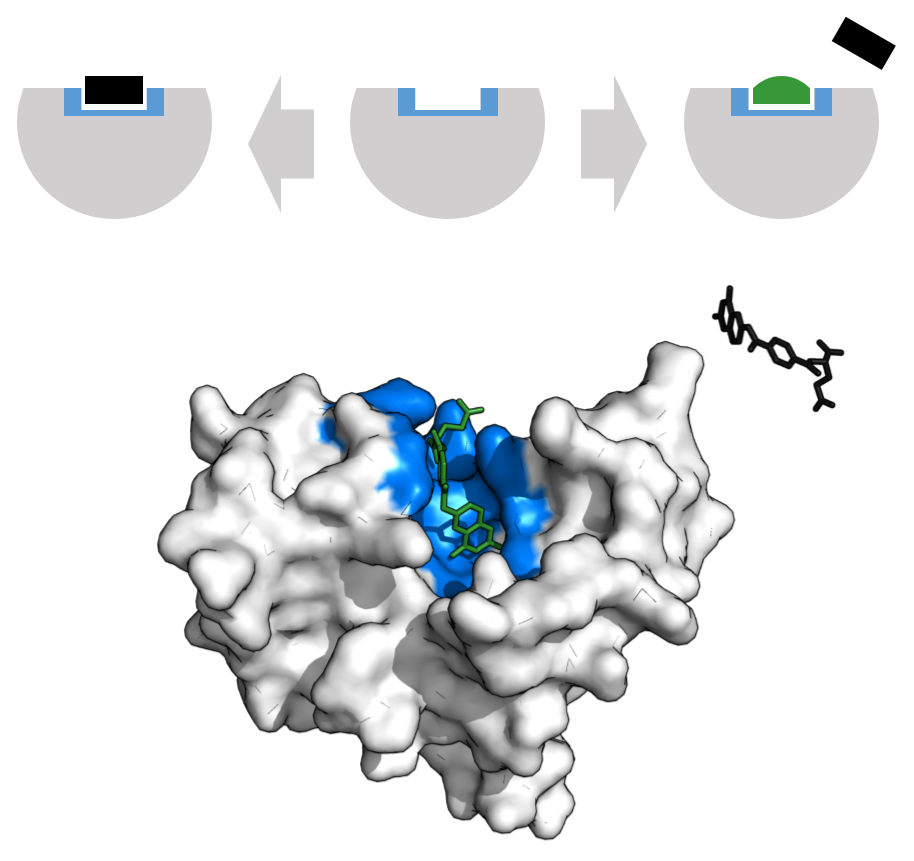
Метотрексат ингибирует дигидрофолатредуктазу, вытесняя фолиевую кислоту. Сайт связывания выделен синим цветом, ингибитор — зелёным, а субстрат — чёрным.

В области лечения рака лиганды, которые отредактированы, чтобы иметь внешний вид, подобный природному лиганду, используются для подавления роста опухоли. Например, химиотерапевтический метотрексат действует как конкурентный ингибитор активного центра дигидрофолатредуктазы. Это взаимодействие подавляет синтез тетрагидрофолата, останавливая производство ДНК, РНК и белков. Ингибирование этой функции подавляет рост опухолей и улучшает состояние при тяжелом псориазе и ревматоидном артрите у взрослых.
При сердечно-сосудистых заболеваниях для лечения пациентов с гипертонией используются такие препараты, как бета-блокаторы. Бета-блокаторы (β-блокаторы) — это антигипертензивные средства, которые блокируют связывание гормонов адреналина и норадреналина с рецепторами β1 и β2 в сердце и кровеносных сосудах. Эти рецепторы обычно опосредуют симпатическую реакцию «бей или беги», вызывая сужение кровеносных сосудов.
Конкурентные ингибиторы также широко распространены в коммерции. Ботулинический токсин, известный под коммерческим названием Ботокс, представляет собой нейротоксин, вызывающий вялый паралич в мышцах из-за связывания с ацетилхолинзависимыми нервами. Это взаимодействие подавляет мышечные сокращения, создавая вид гладкой мускулатуры.

## Прогнозирование
Для прогнозирования расположения сайтов связывания на белках был разработан ряд вычислительных инструментов. Они могут быть в широком смысле классифицированы на основе последовательности или структуры. Методы, основанные на последовательности, основаны на предположении, что последовательности функционально сохраненных частей белков, таких как сайт связывания, консервативны. Методы, основанные на структуре, требуют трехмерной структуры белка. Эти методы, в свою очередь, могут быть подразделены на шаблонные и «карманные» методы. Методы, основанные на шаблонах, ищут 3D-сходство между целевым белком и белками с известными сайтами связывания. Методы, основанные на карманах, ищут вогнутые поверхности или скрытые карманы в целевом белке, которые обладают такими характеристиками, как гидрофобность и способность связывать водород, что позволило бы им связывать лиганды с высоким сродством. Несмотря на то, что здесь используется термин «карман», аналогичные методы могут быть использованы для прогнозирования сайтов связывания, используемых в белково-белковых взаимодействиях, которые обычно являются более плоскими, а не в «карманах».